# Borm blau
El borm blau (Rhizostoma pulmo) és una espècie de medusa de la classe dels escifozous de l'ordre dels rizòstoms. És present als Països Catalans. És de color blanquinós i té unes línies liles a la part més baixa de l'ombrel·la. Es caracteritza especialment per no tenir tentacles i tenir els braços orals molt llargs.
És una de les meduses freqüents al litoral català.

## Descripció
L'ombrel·la, la part superior amb forma de paraigua, és de color blau violàcia, amb una banda de color violeta en la vora. Posseeix vuit tentacles composts per nombrosos lòbuls petits, apèndixs sensorials i cèl·lules urticants que provoquen una picor lleu en mantenir contacte amb els braços de la medusa; la zona afectada per la picada no ha de tocar-se.
Quan mirem les meduses per fora només veiem l'ombrel·la i els tentacles. L'ombrel·la té la funció de protegir l'estómac de la medusa, que és a l'interior. Els tentacles tenen dues funcions: ajuden a capturar les preses i també serveixen com a defensa, atès que estan coberts de cèl·lules urticants i quan et "piquen" t'injecten una substància urticant que provoca dolor.
Dins de l'ombrel·la hi ha diverses capes de pell i, finalment, l'estómac. Aquestes capes es diuen: ectoderma, que és la més superficial; mesoglea, que va després de l'ectoderma i és la més gruixuda i l'endoderma que és la capa de pell més profunda. Després de l'endoderma hi ha l'estómac de la medusa, que és força petit i simple.
Sota situacions d'estrès pot arribar a segregar una gelatina que també conté cèl·lules urticants, i que és capaç per tant de produir picor tot i que no hagi entrat en contacte directe amb la pell.

## Hàbitat
Pelàgic, des del nord d'Europa fins al mar Mediterrani. Viu a la zona pelàgica, que és la zona d'aigües marines més lluny de la costa.